# Naum Gabo
Naum Gabo (vl. jménem Naum Neemia Pevsner; 5. srpna 1890, Brjansk, Rusko – 23. srpna 1977, Waterbury, Connecticut, USA) byl ruský sochař, malíř a architekt, zakladatel konstruktivismu a kinetického umění.

## Život
Naum Pevsner vyrostl v židovské rodině v Brjansku, kde jeho otec vlastnil továrnu. Naum ovládal plynně němčinu, francouzštinu a angličtinu a po absolvování školy v Kursku začal studovat roku 1910 na Mnichovské univerzitě medicínu a přírodní vědy a zároveň navštěvoval přednášky Heinricha Wölfflina z historie umění. Roku 1912 přešel na Technickou univerzitu, kde objevil abstraktní umění a navázal kontakty s Kandinským a skupinou Der Blaue Reiter.
Od roku 1913 žil u svého bratra, malíře a později sochaře Antoine Pevsnera v Paříži. Jeho technické vzdělání mu umožnilo konstruovat plastiky z kovových, průmyslově vyrobených součástí. Po vypuknutí války odešel se svým starším bratrem Alexejem do Kodaně a později do Osla, kde roku 1915 vytvořil své první konstruktivistické plastiky, nejprve z kartonu a dřeva (Hlava č. 2, Tate Gallery). Své příjmení změnil na Gabo, aby nedocházelo k záměně s jeho bratry Antoinem a Alexejem. V roce 1917 se spolu s Antoinem vrátil do Ruska a zapojil do politického i uměleckého dění.
Gabo zde měl žáky ve svém soukromém ateliéru, zúčastnil se aktivit Agit-propu a vyučoval na vyšší škole umění a techniky VCHUTEMAS (Vyššije chudožestvenno-techničeskije mastěrskije) spolu s Tatlinem, Kandinským a Rodčenkem. Během této doby začal experimentovat s kinetickým uměním a reliéfy a sochařské objekty se staly více geometrické. Většina prací z moskevského období se ztratila nebo byla zničena. Jeho projekty dosahovaly monumentálních rozměrů, ale během války nebylo možné žádný z nich realizovat pro obecný nedostatek materiálu. Oba bratři měli výstavu na volném prostranství Tverského bulváru a byli autory Realistického manifestu (vydáno 5.8. 1920), který je klíčovým textem konstruktivismu. Manifest je odpovědí na příliš vyhrocené názory konstruktivistů sdružených kolem Tatlina, kteří odmítali umění a chtěli se soustředit pouze na užitkové předměty. Umělecké krédo bratrů Pevsnerových nepopírá význam umění, ale radikálně se rozchází s tradicí.
Po pěti letech v Rusku odešel Naum Gabo do Německa, byl v kontaktu s umělci sdruženými v hnutí De Stijl a roku 1928 učil na Bauhausu. Bratři Naum a Antoin vystavovali roku 1924 v Paříži a navrhli scénu a kostýmy pro Ďagilevův balet La Chatte (1926). Pro vzrůstající nacismus v Německu se oba vrátili do Paříže a v letech 1932–1935 byli členy skupiny Abstraction-Creation.
Roku 1935 navštívil Londýn a o rok později se zde usadil. V roce 1936 se oženil s Miriam Isralis. Po vypuknutí druhé světové války následoval své přátele Barbaru Hepworth a Bena Nicholsona do St Ives v Cornwallu a zpočátku bydlel v rodině výtvarného kritika Adriana Stokese a jeho ženy Margaret Mellis. Zde pracoval s menšími formáty a ovlivnil zejména Johna Wellse and Petera Lanyona, v jejichž malbách a objektech se projevila měkčí "rurální" forma konstruktivismu.
Roku 1946 se s manželkou a synem odstěhovali do Spojených států a bydleli nejprve ve
Woodbury a později v Middlebury v Connecticutu. V roce 1952 se stal Gabo občanem USA a v letech 1953-4 působil jako profesor na Graduate School of Architecture na Harvardově univerzitě. Postupně provedl řadu projektů v Evropě a USA. Roku 1972 obdržel čestný šlechtický titul od britské královny Alžběty II. a čestný doktorát na Royal College of Art. Roku 1976 měl retrospektivní výstavu v Tate Gallery. Naum Gabo zemřel ve Waterbury v Connectitutu roku 1977, ve věku 87 let.

## Dílo

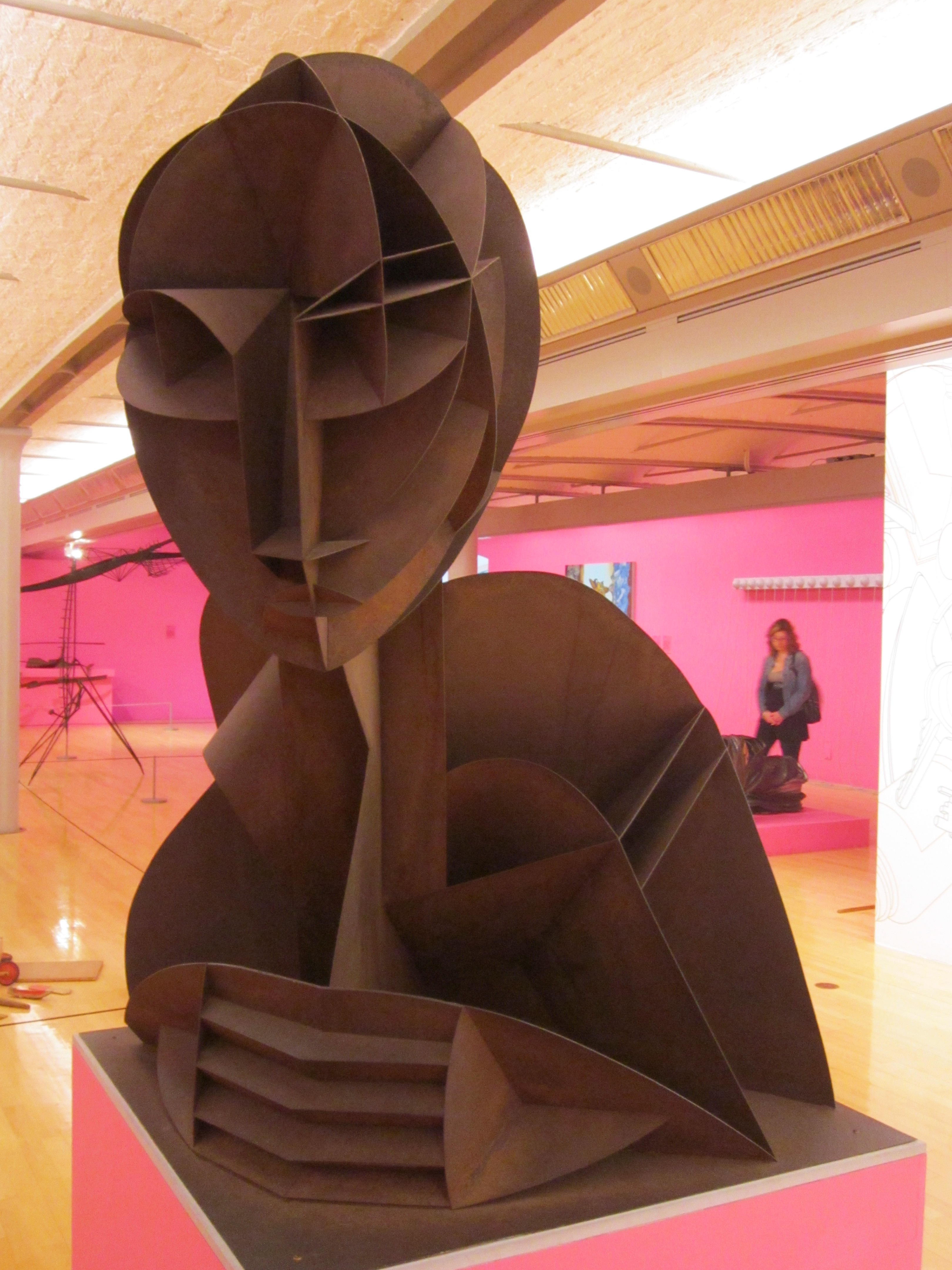
Hlava č. 2, Tate Liverpool

Pro dílo Nauma Gaba byl určujcí jeho pobyt v Michově, kde se aktivně účastnil uměleckých, vědeckých a filosofických diskusí. Navštěvoval zde přednášky historika umění Heinricha Wölfflina, seznámil se s fyzikálními teoriemi Alberta Einsteina a s dílem filosofa Henri Bergsona. Jako student přírodních věd i techniky pochopil vzájemné souvislosti a řád, který je společný všemu co vzniká ve vesmíru.
Těsně před vypuknutím první světové války v roce 1914 objevil Gabo principy abstraktního umění, které formuloval Vasilij Kandinskij v knize O duchovním v umění (Concerning the Spiritual in Art). Široké teoretické vzdělání ho předurčovalo, aby se stal vůdčí figurou Moskevské avantgardy těsně po revoluci.
Podstatou jeho umění je zkoumání prostoru sochy, které může být uskutečňováno nezávisle na znázornění její materie. Rané Gabovy práce, jako Hlava č. 2, jsou formálními experimenty, které vymezují objem figury aniž by bylo nutné zároveň modelovat její hmotu. V Manifestu realismu se zabývá také čtvrtým rozměrem umění, kterým je čas:
- Zříkáme se objemu jako malířské a prostorové formy: prostor nelze měřit objemem, jako nelze měřit kapalinu metrem... prohlašujeme hodnotu hloubky za jedinou malířskou a výtvarnou prostorovou formu. - Uchylujeme se ke čtyřem rovinám a získáváme jimi stejný objem, jako by šlo o čtyři tuny hmoty. - Znovu zavádíme do sochařství linii jako výslednici a tvrdíme, že hloubka je prostorovou formou. - Zříkáme se umělecké iluze, jejíž kořeny sahají hluboko do minulosti a podle níž jsou jedinými prvky výtvarných umění statické prvky. Tvrdíme, že v našem umění je nový prvek kinetických rytmů, pokud jde o základní formy našeho vnímání reálného času.[2]

Podle Caroline Collier je pro Gabova díla určující nikoli jejich hmotná podstata, ale jeho vnímání prostoru, času a pohybu.
V letech 1936–1939 za pobytu v Londýně vytvořil sochař sérii konstrukcí, které kombinovaly transparentní roviny z plastické hmoty s prostorovou sítí ke znázornění vnitřní dynamiky objektu. Dosáhl tak nového stupně konceptuální čistoty (Construction in Space (Crystal) 1937–9, Tate)
Gabo postupně prohluboval principy, které odpovídaly jeho pojetí prostorové hloubky. Brzy opustil pravoúhlé linie a plochy, charakteristické pro jeho raná díla, aby vytvořil nový prostor objímaný sférickými, složitě zakřivenými liniemi a vzájemně se protínajícími plochami znázorněnými sítí nylonových strun. Přestože jsou jeho plastiky konstruovány jako technická díla, přiznával, že původní inspirací pro tvary plastik zůstala organická příroda a její variabilní tvary. Jeho nepředmětné plastiky tak znázorňují život, přírodu a člověka v nejčistší podobě, zbavené všeho náhodného.

### Realizace

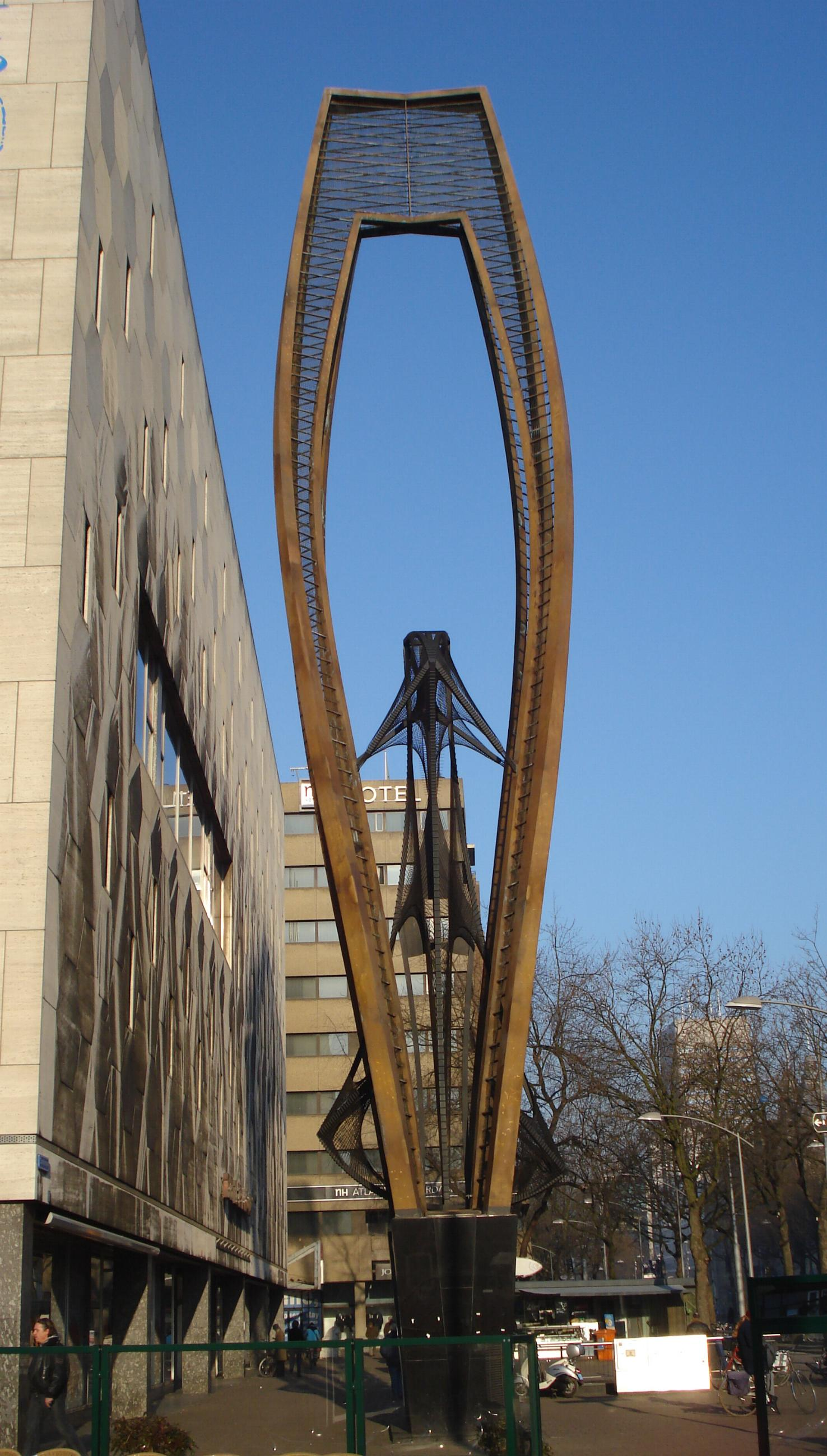
Rotterdam, Gestileerde bloem

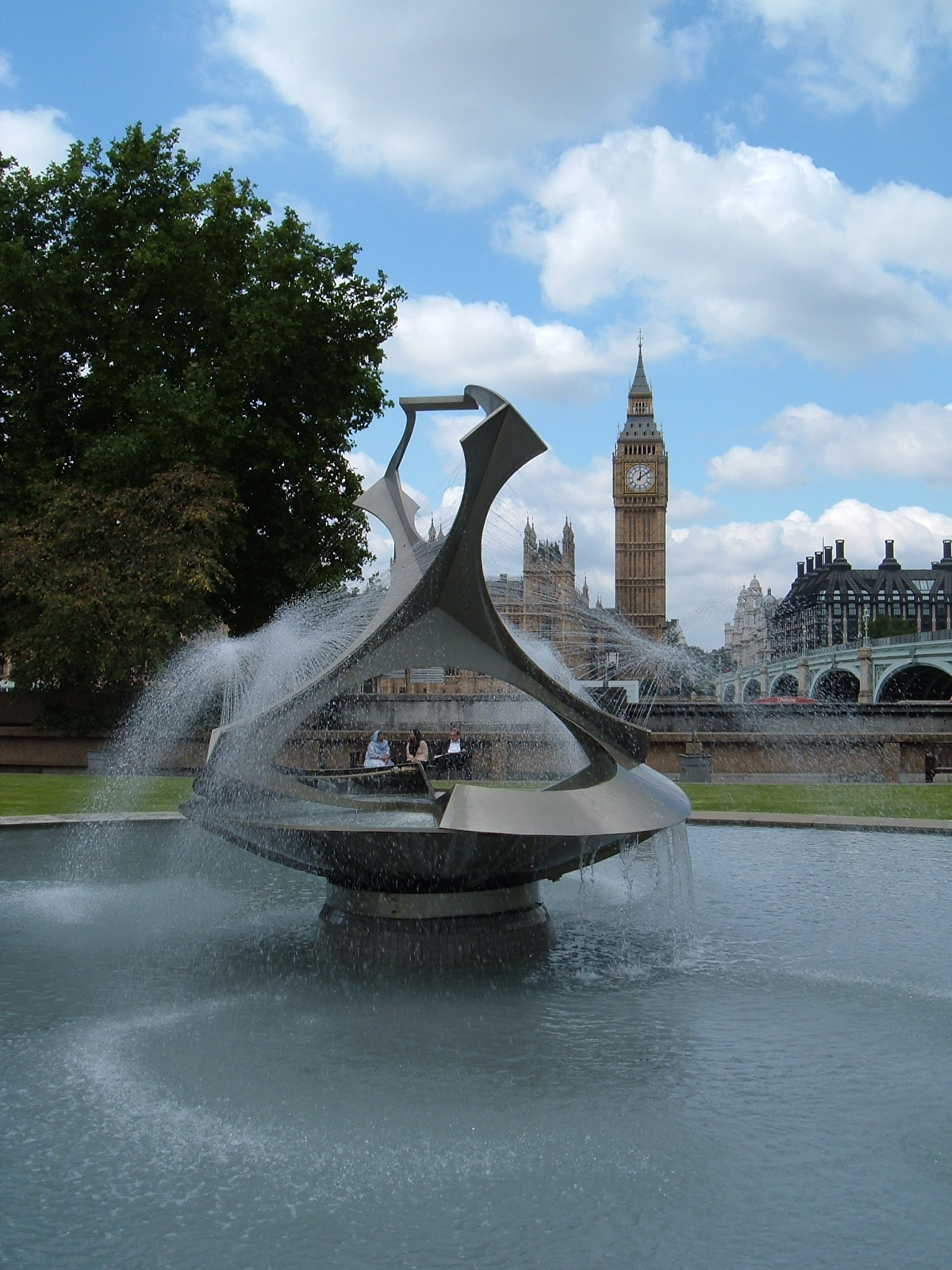
Torsion, kinetická fontána, Guy's and St Thomas's Hospital, London, U.K

- 1951 Construction Suspended in Space, Baltimore Museum of Art
- 1957 Bez názvu (výška 26 m), v sousedství Bijenkorf building, Rotterdam
- 1976 Spheric Theme (model 1960), umístění se nepodařilo vypátrat[7]
- 2005 Torsion, Kinetická fontána (model 1960-64), Guy's and St Thomas's Hospital, Londýn

### Zastoupení ve sbírkách (výběr)
- Tate, London
- Berlinsche Galerie, Berlin, Germany
- Art Gallery of Ontario, Toronto, Canada
- Solomon R Guggenheim Museum, New York
- Hirshhorn Museum & Sculpture Garden, Washington DC
- Museum of Modern Art, New York[8]
- Whitney Museum of Art, New York
- Art Institute of Chicago, Chicago, Illinois
- Nasher Sculpture Center, Dallas, Texas
- Phillips Collection, Washington DC
- Albright Knox Museum, Buffalo, NY
- Dallas Museum of Art, Texas
- Gallery of Modern Art, Edinburgh, Scotland
- Leeds Art Gallery, Leeds, England
- Städel Museum, Frankfurt am Main, Germany
- Museum Ludwig, Cologne, Germany
- Kunsthalle, Hamburg, Germany
- Wilhelm Lehmbruck Museum, Duisburg, Germany
- Louisiana Museum of Modern Art, Humlebæk, Denmark
- Stedelijk Museum, Amsterdam, Netherlands
- Centre Pompidou, Paris, France
- Musée de Peinture et de Sculpture, Grenoble, France